# Château de Pontivy
Pour les articles homonymes, voir château des Rohan.
Le château de Pontivy (Morbihan), appelé château des Rohan, a été bâti aux XVe et XVIe siècles par la famille de Rohan.
Le château fait l’objet d’une inscription au titre des monuments historiques depuis le 26 octobre 1925, alors que les façades, toitures, cours et fossés sont classés depuis le 30 décembre 1953. Propriété de Josselin de Rohan, celui-ci en a fait don pour un euro symbolique à la ville de Pontivy en octobre 2015.

## Historique

### Construction
Un ancien château féodal qui appartient à la famille de Porhoët, est attesté au XIIe siècle le long du Blavet, en contrebas du château actuel. Ce « château des Salles » est assiégé en novembre 1342 par les troupes anglaises de Guillaume de Bohain, lieutenant du roi Édouard III, pendant la guerre de Succession de Bretagne. Ruiné probablement par les assauts qu'il a à soutenir, il est abandonné. Plus centrale géographiquement que Rohan, Pontivy est choisie comme chef-lieu du fief de la maison de Rohan, le 17 juillet 1396, lors de la réception des hommages des 447 nobles de la vicomté au nouveau seigneur, Alain VIII. En 1456, le site du château des Salles est donné aux Cordeliers qui y édifient leur monastère. Le vicomte Jean II de Rohan (comte de Porhoët, gendre du duc François Ier de Bretagne, opposant au duc François II et gouverneur de Bretagne pour Charles VIII), veut y édifier une nouvelle forteresse grâce au régime de la corvée. Unissant aux avantages d'une solide forteresse, ceux d'une résidence agréable pour un grand seigneur cultivé et même raffiné, il construit le château actuel, peut-être dès 1456, ou au printemps 1479, sur un nouveau site castral : il fait creuser une vaste cuvette sur les flancs d'un coteau contrôlant l'accès principal au bourg, en retrait du Blavet, et qui domine la ville à l'est. C'est certainement l'architecte Jean Le Roux qui ouvre les fenêtres du haut de la façade principale et celles à meneaux de la façade nord pour accompagner la Renaissance. Jean II de Rohan, en construisant son dernier édifice militaire, refait ainsi de Pontivy une grande place forte.
Le château est probablement habitable dès 1485. En 1488, la forteresse est prise et occupée par les troupes du duc de Bretagne François II, adversaire de Jean II de Rohan. Elle revient aux mains des Rohan en 1490.
La réputation huguenote du château est si bien affirmée qu'en 1572, il accueille le synode provincial protestant, la chapelle devenant l'un des premiers temples protestants de France. Le 3 décembre 1589, une armée de la Ligue composée essentiellement de mercenaires espagnols, assiège le château qui capitule. La chapelle retrouve sa destination originelle.
Dès 1621, l'angle sud est occupé par une construction en terrasse, préfigurant les nombreux réaménagements dont fait l'objet la forteresse.

### L'état du château au début duXXesiècle
Gustave Geffroy le décrit ainsi en 1905 :

« Il est ruiné, à l'abandon. Deux de ses grosses tours surgissent seules des tertres verts qui l'entourent, la troisième est presque écroulée, la quatrième n'existe plus, et le gardien a étagé un jardin parmi les fortifications détruites. Le lierre et la mousse envahissent les vieilles murailles. (…) La cou est vaste et jolie (…) mais tout dit le désordre et l'oubli, d'abord l'envahissement de la nature, la mousse qui verdit les sculptures, l'herbe qui jaillit entre les pavés, puis le mépris de l'homme pour cette vieille carcasse de pierre dans laquelle il a creusé son gîte : il y a des fagots dans un coin, du linge qui sèche sur la belle rampe en fer forgé de l'escalier (…). Un vieux paysan (…) me montre la chapelle encombrée d'objets et m'apprend que le musée n'existe plus : une partie des objets est là, mais tout ce qui avait de la valeur a été transporté à Josselin (…). Dans les salles du musée, transformées en atelier, les femmes de Pontivy confectionnent désormais des sacs de papier. »

### Lieu de la "déclaration d'indépendance bretonne" de 1940

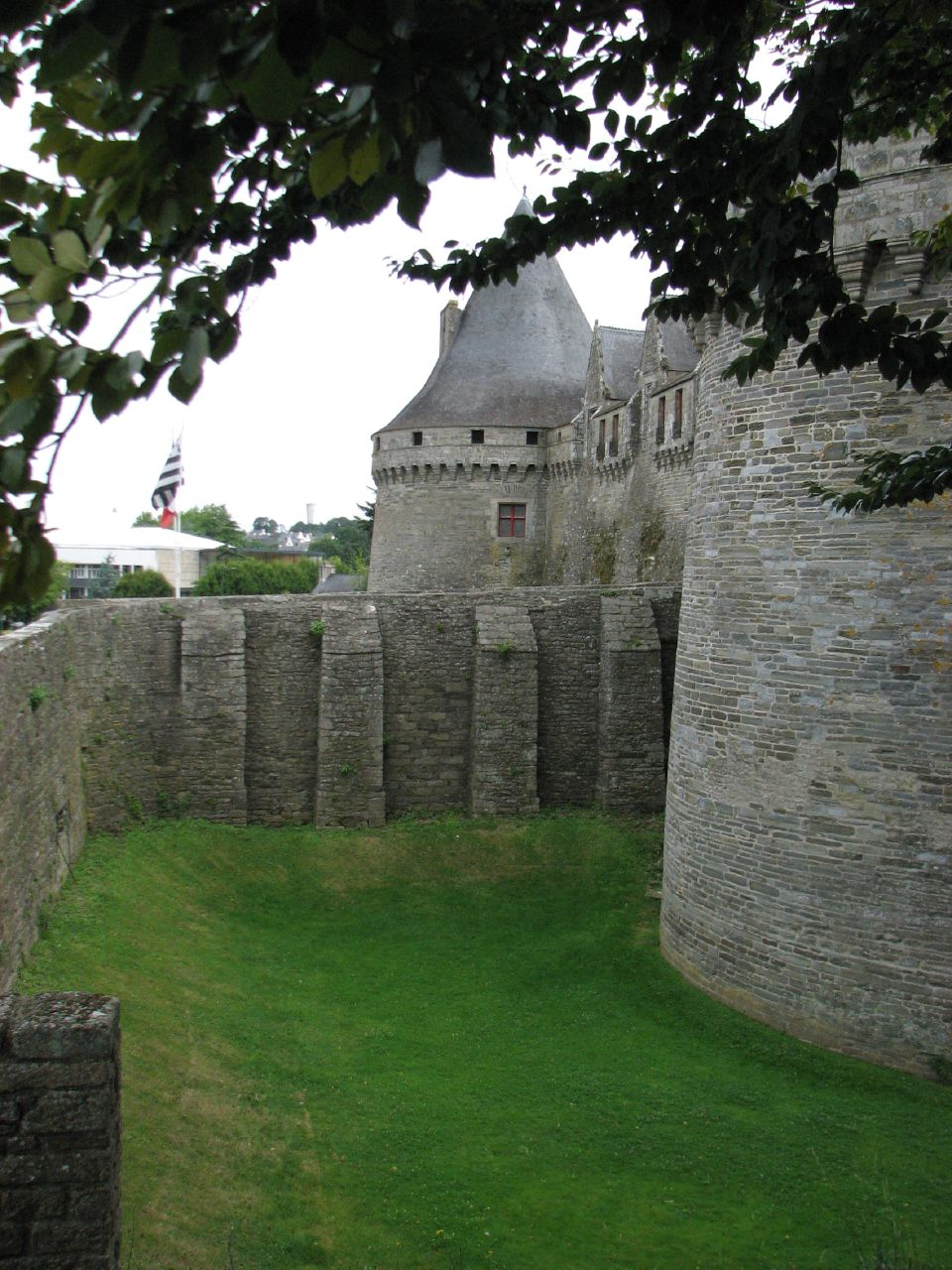
Les remparts et les douves à demi comblées et transformées en prairies.

Le château est le lieu de la déclaration d'indépendance avortée de la Bretagne lors de la création du Comité national breton par les membres du Parti national breton en juillet 1940.
Le choix de Pontivy n'est pas anodin, car c'est dans cette ville qu'aurait dû se tenir le dernier congrès du Parti National Breton en 1939 que la police avait interdit. Les participants à cette réunion sont peu nombreux (environ 200 dont 80 prisonniers libérés). De nombreux militants sont encore détenus dans les camps, d'autres comme le peintre Paul Durivaut ont trouvé la mort sur les champs de bataille. Quelques jours plus tôt, Olier Mordrel et Fransez Debeauvais, auxquels se sont joints Marcel Guieysse et Célestin Lainé, se réunissent pour former ce CNB, dont Debeauvais est élu président à l'unanimité. Le poste de vice-président échoit à Olier Mordrel, mais ce poste est supprimé par la majorité des membres, à la suite d'une demande de Célestin Lainé qui ne voit pas son utilité. Cette intrigue intérieure expliquera quatre mois plus tard des changements dans l'organisation du parti et l'éviction de Mordrel.
Debauvais, Guieysse et Lainé prennent tour à tour la parole après que Marcel Planiol, le juriste du PNB ait rappelé les titres de gloire de chacun. Mordrel proclame la déclaration de Pontivy, où il est spécifié que « Le Conseil National breton, organe représentatif des Bretons, soucieux du bien collectif et de l'honneur de leur peuple, agirait à l'heure choisie par lui pour doter la Bretagne d'un État national, dans son cadre naturel et dans l'esprit de sa tradition, afin qu'elle pût vivre enfin en nation organisée, libre de ses aspirations et maîtresse de ses intérêts » et que « le statut international de l'État breton, la nature de ses relations avec la France et l'Allemagne seraient définis par des accords, librement discutés dans le cadre des possibilités offertes par les nouvelles conditions générales ». Les objectifs principaux de la future Constitution se trouvent exposés dans le « Programme de Pontivy », que doit reproduire L'Heure bretonne dans son premier numéro du 14 juillet 1940.
Le château sert de caserne au Lu Brezhon, embryon de l'armée nationale bretonne créée par le nationaliste breton Célestin Lainé dans la foulée de la création du Comité national breton en 1940.

### Restaurations

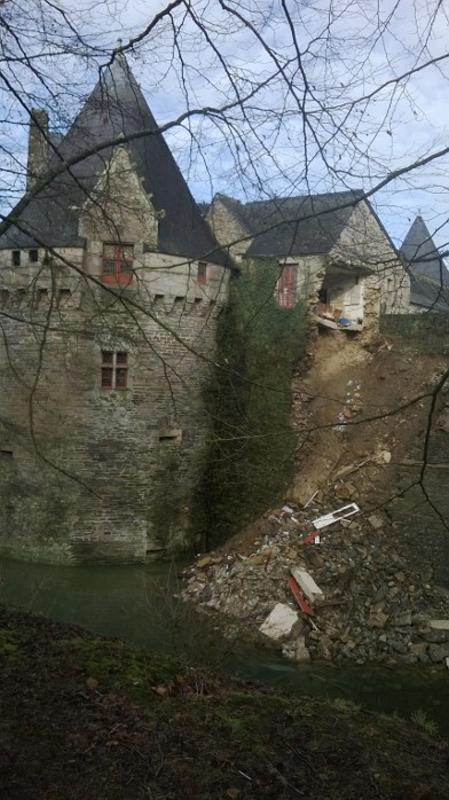
Vue des destructions subies par le château à la suite des intempéries de février 2014.

De 1955 à 1972, le château est restauré sous la direction de René Lisch, architecte en chef des monuments historiques. L'inauguration du château restauré, voué à des expositions temporaires, a lieu le 25 mai 1972 en présence du duc de Rohan, des élus des départements bretons, et du conseil municipal de Pontivy.
Entre 1985 et 1998, des bénévoles de l'association Chantiers Histoire et Architecture Médiévales ont participé à l'entretien de l'édifice.
70 000 touristes visitent chaque année le château.
Le vendredi 7 février 2014, à la suite de précipitations importantes dues à la tempête Petra, une partie de la courtine sud s'effondre. Le château est fermé pendant l'opération de restauration lancée en juin 2016, prévue pour une durée minimum de 3 ans et un chantier de 3 millions d’euros : le mur est reconstruit au moyen d’un voile en béton armé habillé par un parement en pierres (réemploi des pierres d’origine encore en bon état et moellons provenant d’une carrière près de Carhaix utilisés en complément) ; douze nouveaux panneaux d'information sont installés autour. Le nouvel aménagement du château est réalisé en six étapes : opération de mapping vidéo sur la façade ; aménagements de la cour intérieure avec des événements temporaires, de l’espace public d’accueil (avec librairie, espaces de restauration, de rencontre et de détente, toilettes…) ; boucle de visite payante au premier étage avec scénographie permanente et expositions temporaires ; salles réservées pour les visites accompagnées et les micro-événements au rez-de-chaussée et au sous-sol ; ateliers et espaces de projets, au rez-de-chaussée.
Ces travaux s'accompagnent d'opérations d'archéologie préventive qui révèlent notamment deux anciens fours dans la cour (le grand four pourrait correspondre à un four à pain tandis que le petit four pourrait avoir été utilisé comme four à pâtisserie).
A l'été 2019 le château est de nouveau ouvert à la visite.

## Description

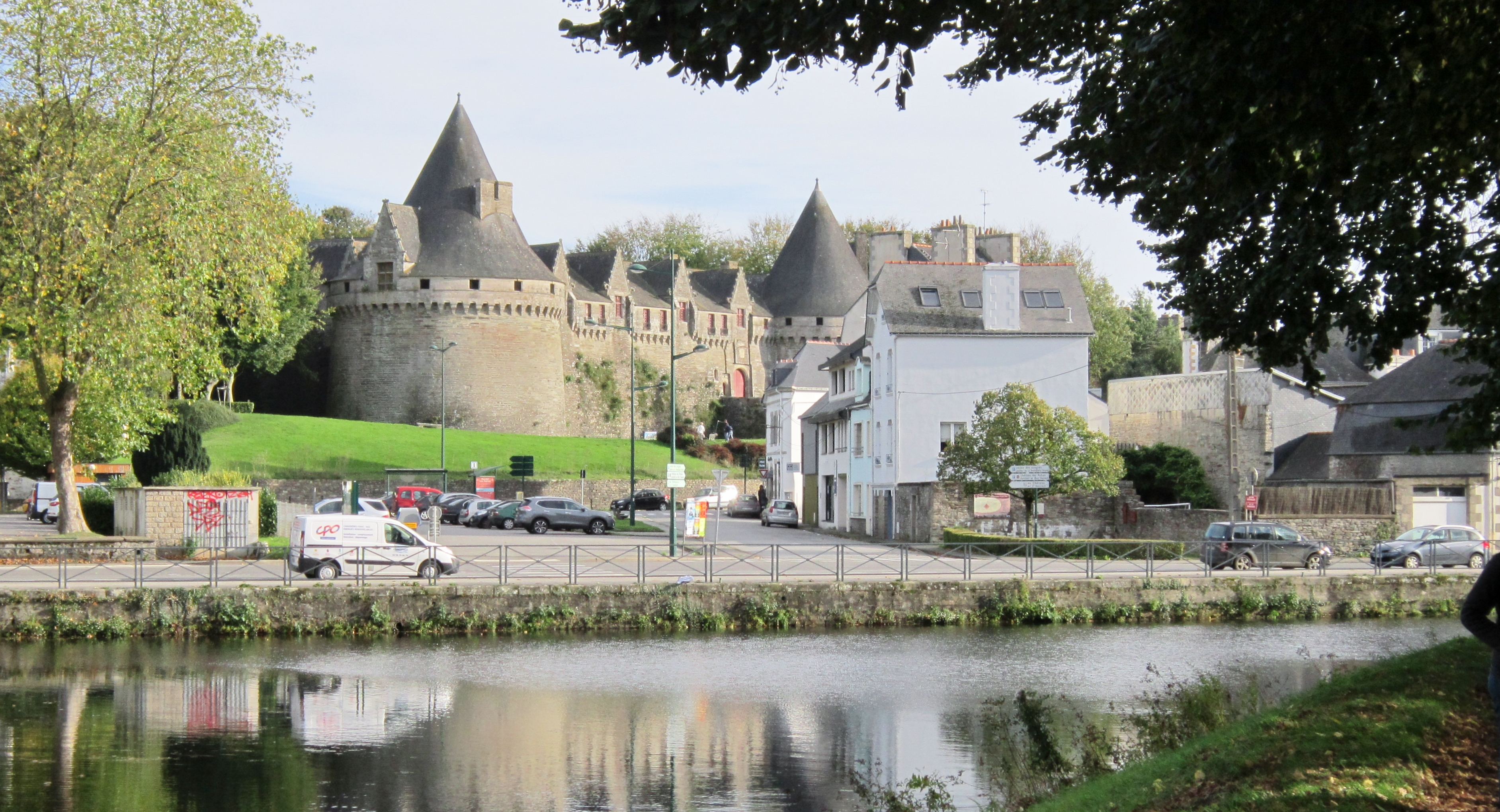
Le château des Rohan vu depuis la rive droite du Blavet.

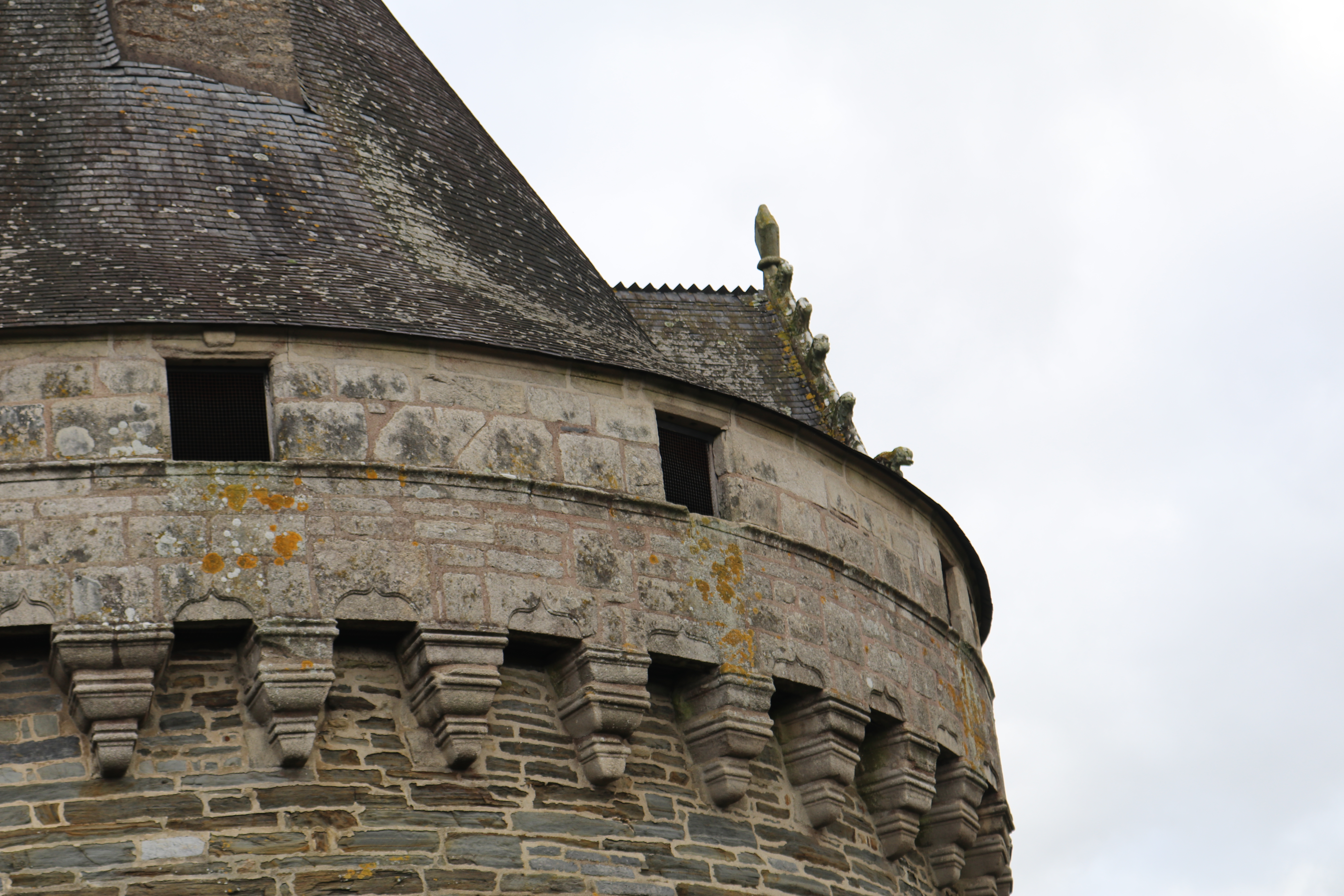
Dualité lithologique dans le château : schistes briovériens en-dessous des mâchicoulis et granite de Pontivy au-dessus.

Le plan quadrangulaire irrégulier (d'environ 90 mètres sur 75 mètres) du château, flanqué de quatre tours d'angle circulaires reliées par une courtine de 20 mètres de haut, reste traditionnel. L'épaisseur des murs atteint par endroits plus de 5 mètres de large, afin de résister aux progrès de l'artillerie et aux tirs des canons.
L'appareil est en moellons de schistes briovériens proximaux jusqu'à hauteur des mâchicoulis bretons sculptés en granite de Pontivy. À l'étage du chemin de ronde crénelé et couvert ont été ajoutées au début du XVIe siècle des lucarnes à frontons aigus. L'accès à la cour intérieure s'effectue par un pont dormant qui a remplacé les deux pont-levis jetés sur les douves jamais mises en eau. La contrescarpe est arasée au début du XXe siècle, la terre ainsi récupérée ayant servi à combler le fossé.
Seuls deux corps de logis subsistent, côtés ouest et nord. L'aile résidentielle au niveau de la façade occidentale est flanquée de deux grosses tours à mâchicoulis, coiffées en poivrière, sur les quatre que comprenait probablement l'enceinte. Ces tours, au lieu de chercher à se protéger de l'échalade par une hauteur impressionnante, préfèrent s'enterrer et s'élargir solidement sur leurs bases (60 mètres de circonférence pour la tour nord et 48 m pour la tour ouest). Les deux tours arrière (l'existence originelle de la quatrième tour, au sud-est, est encore l’objet d’interrogations) qui s'effondraient au XVIIIe siècle, ont été relevées en soutènement pour éviter d'autres éboulements. Plusieurs statues de saints (Vierge au croissant, de saint Maurice à cheval, de sainte Catherine, de saint Germain, de sainte Marguerite, de saint Isidore, de Saint Louis et de saint Jean-Baptiste), originaires de la chapelle Saint-Laurent en Moustoir-Remungol, sont exposées dans cette galerie.
Outre cette galerie ouest le logis seigneurial au nord est remanié au XVIIIe siècle. Il s'orne de frontons à redents et d'un escalier de style Louis XV à double volée et rampe en fer forgé. Une niche sous cet escalier d'honneur abrite la statue de Saint-Mériadec (dont se réclamaient les ducs de Rohan) qui a été réalisée par Daniel Le Vaillant dans le 3e quart du XXe siècle. À l'est, le corps de logis initial a été transformé en terrasse d'artillerie au XVIIIe siècle, puis en jardin d’agrément au XVIIIe siècle. On visite la salle des gardes, les salles du premier étage donnant sur le chemin de ronde, la chambre ducale au beau plafond et la chapelle. Remarquer particulièrement les deux cheminées en pierre polychrome, avec devise en latin et armoriées, du XVIe siècle, issues du château de Coët-Candec en Locmaria-Grand-Champ qui menaçait ruine en 1960 et remontées en 1961.
Des macles, faisant référence aux pierres longtemps dénommées « macles », abondantes aux Salles de Rohan, sont représentées en motifs décoratifs sur les murs du château de Pontivy, y compris sur les descentes d'eau en granite, faisant référence aux macles du blason de la maison de Rohan. Au niveau du logis, ces macles sont inscrits dans un collier de Saint-Michel et une lettre « A » surmontée d'une couronne comtale, symbole de la devise des Rohan « A plus », c'est-à-dire « sans plus », « sans supérieur ».

Le blason à 9 macles de la maison de Rohan.

## Propriétaires et occupants
Siège de la vicomté de Rohan, il « le reste jusqu'à la Révolution. Confisqué comme bien national, le château est racheté par Alain, onzième duc de Rohan, puis revendu par lui, avant d'être acheté à nouveau par sa belle-fille ». La famille de Rohan y séjourne irrégulièrement jusqu’à la fin du XVIIIe siècle. Par la suite, « le château est successivement occupé par : la sous-préfecture et la salle d’audience du tribunal civil de Pontivy (1800-1839) ; le général Bernadotte, commandant en chef de l’armée de l’Ouest chargée de lutter contre les chouans, qui y installe son quartier général (mai-juin 1801) ; les sœurs de Kermaria, qui créent une école et un internat pour filles (1841-1884) ; un musée breton fondé par Jérôme Le Brigand (fin du XIXe siècle) ; la garde Saint-Ivy (club sportif de la ville), les scouts de France, quelques familles pontivyennes logées dans la galerie ouest alors sectionnée en plusieurs pièces (1e moitié du XXe siècle avec interruption en 1939-1940) ; pendant la Seconde Guerre mondiale : des troupes polonaises puis des autonomistes bretons (juin-septembre 1940) ».
En 1953, Mme de Rohan le loue à la ville de Pontivy par un bail emphytéotique de 99 ans pour un franc symbolique qui en assumait toutes les charges du propriétaire. La ville de Pontivy est alors chargée d’assurer l’entretien, la restauration et la valorisation du château tout juste classé monument historique.
En décembre 2014, au vu du contexte particulier lié à l’effondrement de la courtine et du montant des restaurations que la municipalité allait devoir supporter, le duc Josselin de Rohan accepte de céder son bien à la ville qui en devient le propriétaire le 16 octobre 2015.

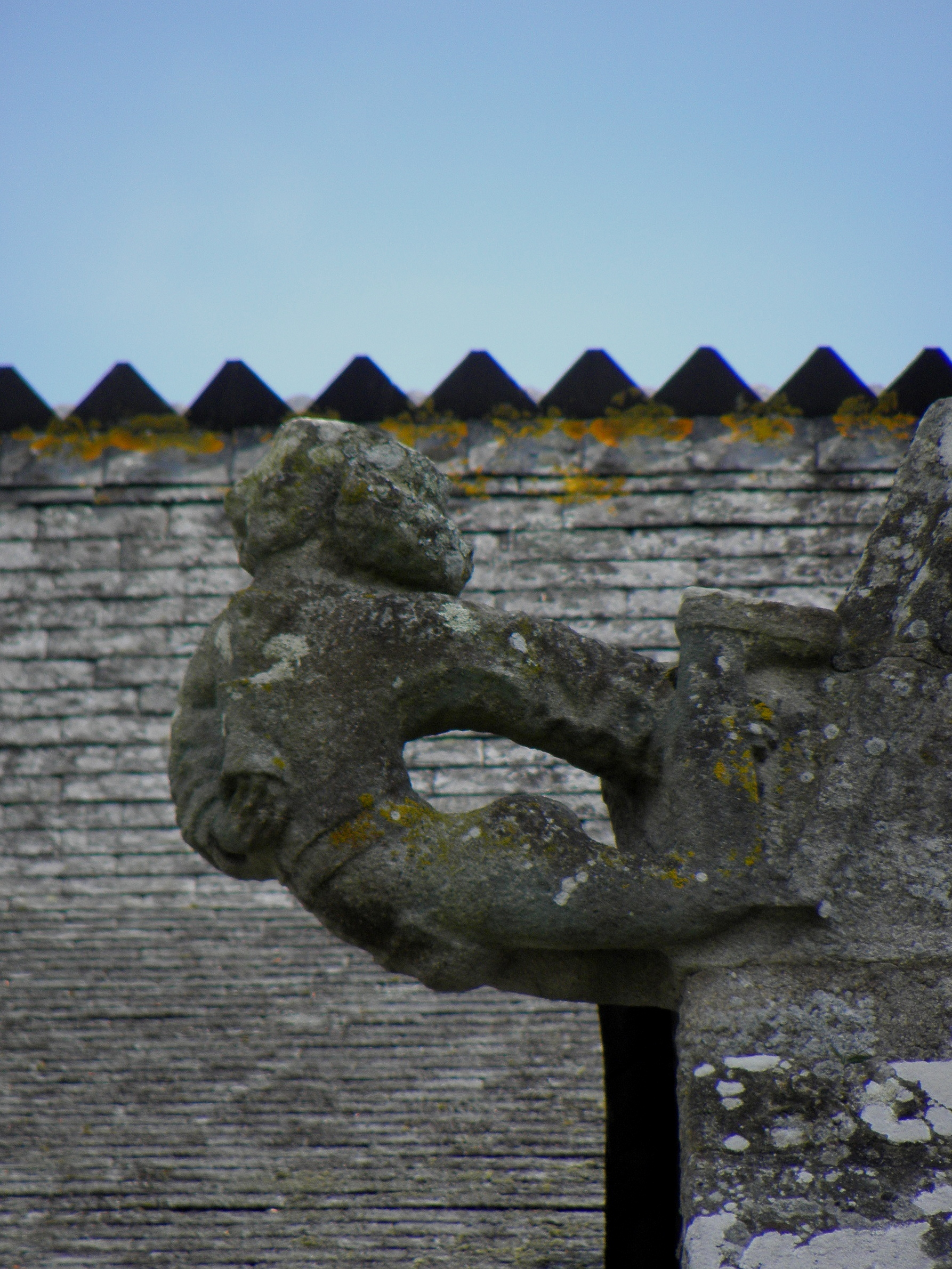
Jean II de Rohan le constructeur.
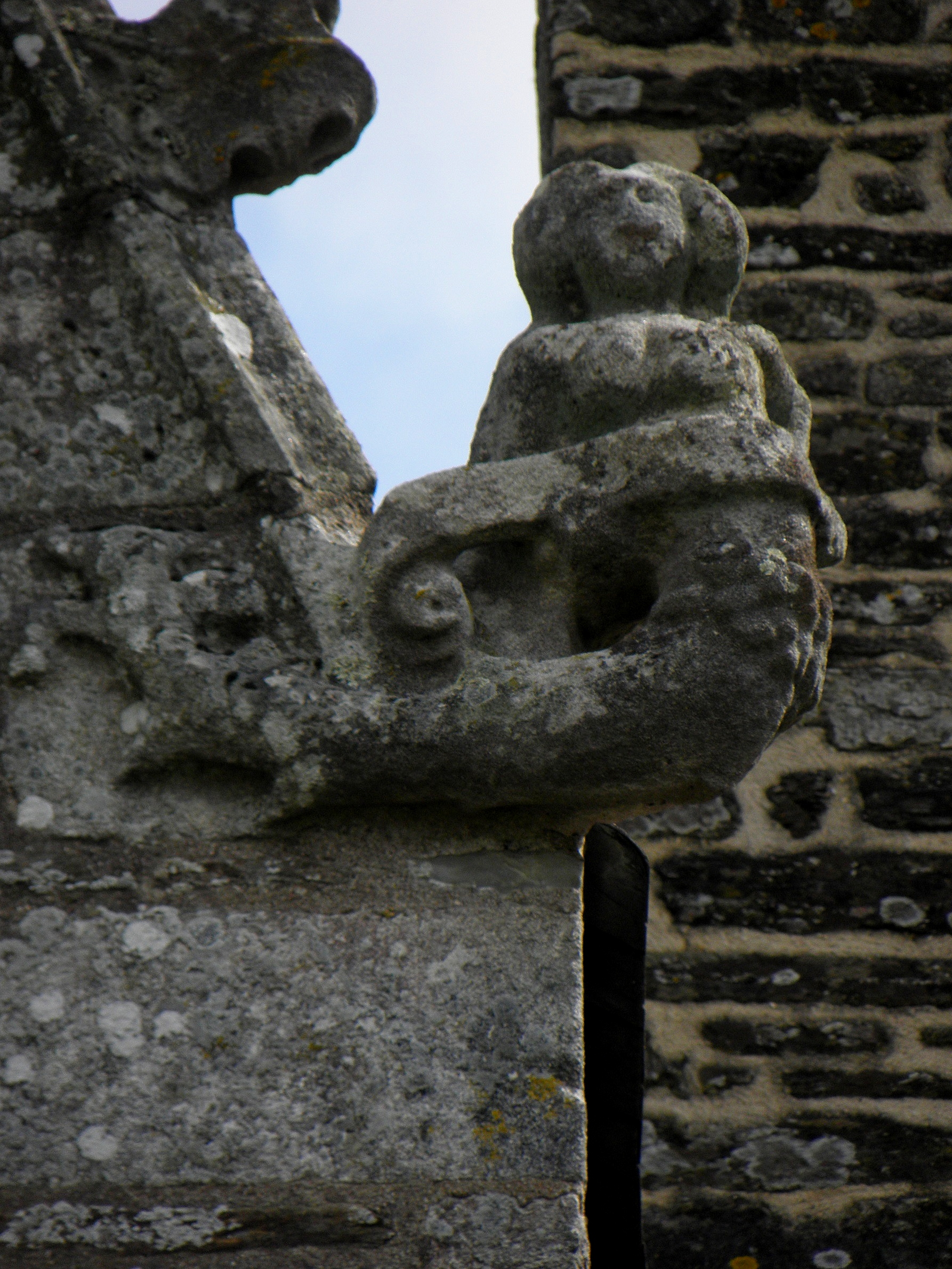
Fée Mélusine qui représente une sirène
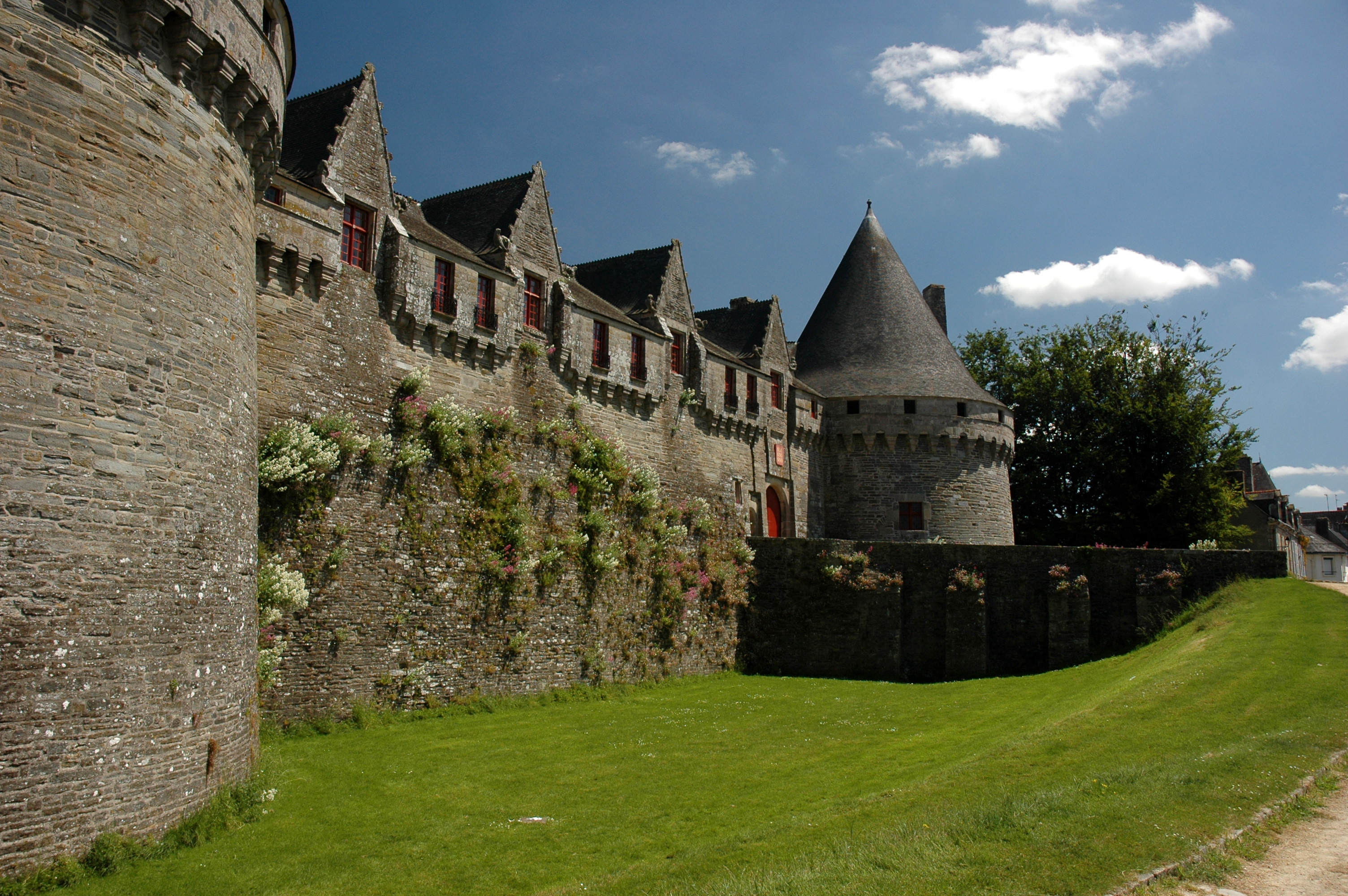